# Чесноков, Никандр Васильевич
 Никандр Васильевич Чесноко́в  (1843, ст. Старочеркасская — 1928) — русский-советский поэт.

## Биография
Никандр Васильевич Чесноков родился в станице Старочеркасской области Войска Донского в казачьей семье. Его отец, торговый донской казак, имея собственную барку, покупал в верховье Дона хлеб и перепродавал его в Ростове и Таганроге иностранцам. С десяти лет Никандр помогал отцу в его делах. Потом он устроился работать приказчиком к купцу в городе Ставрополь. В эти годы мальчик много читал, занимался самообразованием.
Позднее Чесноков работал бродячим фотографом, изготовлял портреты жителей области, расписывал правоставные церкви. Женившись, он переехал в станицу Константиновскую. В станице он в 1887 году организовал «Товарищество по распространению сельскохозяйственных машин и орудий». Поскольку торговля не шла, он вернулся в ст. Старочеркасскую, потеряв от нервного потрясения слух. Октябрьскую революцию в России Никандр Чесноков приветствовал, но к гражданской войне отнесся плохо, так как в годы войны погиб его сын Михаил.
Никандра Васильевича Чесноков притягивала литературная деятельность, он вместе с историком и литератором Евграфом Савельевым участвовал в издании «Донских литературных сборников», изданных в 1909—1910 годах в Новочеркасске. В сборнике он опубликовал несколько своих стихотворений и поэму «Иван Чига». За поэму он был приговорен Судебной палатой на год заключения. Причиной заключения было то, что он называл в поэме царя и самодержавие «заклятыми врагами казачества».

## Творчество
Н. Чесноков — автор поэмы «Иван Чига», повести об Иване — казаке — донском моряке. Предположительно, в 1913—1914 годах поэма Н. Чеснокова была издана отдельной книгой без выходных данных.
После Февральской революции 1917 года сочинял частушки, собирал легенды и предания. Написал также шуточную поэму «Лилит — первая жена Адама».